# Luís da Silva Flores
Luís da Silva Flores, o Dr. Flores (Rio Grande, 1815 - Rio de Janeiro, 16 de julho de 1880) foi um médico e político brasileiro.
Pai de Carlos Thompson Flores e Luís da Silva Flores Filho, foi casado com Maria da Glória Thompson, filha do capitão de fragata da Marinha Real Britânica, James Thompson. Foi o fundador da família Thompson Flores, de grande tradição no Rio Grande do Sul.
Formou-se em Medicina no Rio de Janeiro e registrou seu diploma em Porto Alegre em 1844.
Ligado ao Partido Liberal, elegeu-se vereador mais votado em 1844, sendo reeleito em 1849 e 1853. Foi deputado provincial diversas vezes consecutivas: da 2ª Legislatura até 1863. Na legislatura de 1862 defendeu a criação de escolas nas colônias alemãs. Foi eleito deputado geral em 1864, reeleito em 1872, 1875 e 1878, vindo a falecer no exercício do mandato.
Ganhou renome como médico humanitário, líder comunitário e prócer da política, a ponto de ainda em vida, em 1873, a Câmara Municipal de Porto Alegre alterar o nome de uma rua central para Rua Doutor Flores, em homenagem ao ilustre médico, antigo morador da rua.
Esteve presente na cerimônia de lançamento da pedra fundamental do Hospício Sâo Pedro, em 1879, quando era deputado geral e seu filho, Carlos Thompson Flores, presidente da província.